# Museo Arqueológico de la República de Macedonia del Norte
El Museo Arqueológico de la República de Macedonia del Norte es un museo que está situado en la ciudad de Skopie, en Macedonia del Norte, que fue inaugurado en 1924. 

## Historia
Una primera colección de objetos arqueológicos de Macedonia del Norte tuvo su sede en la facultad de filosofía de Skopie. Poco después, en 1924, se creó el museo de Skopie, que tenía un sector arqueológico, otro etnográfico y otro de historia medieval. Estaba ubicado hasta 1945 en Kurshumli An y entre 1945 y 1963 en un edificio que había tenido funciones militares, en la Fortaleza de Skopie. 
El terremoto que tuvo lugar en la ciudad en 1963 provocó que el museo volviera a Kurshumli An. En 2014 se inauguraron unas nuevas instalaciones del museo en el centro de la ciudad de Skopie, que es la sede que funciona en la actualidad.

## Colecciones
Este museo alberga objetos arqueológicos de todo el territorio de la República de Macedonia del Norte. Sus colecciones se dividen en diversas secciones: Prehistoria, Antigüedad, época Medieval, antropología, numismática y lapidarium.
Prehistoria

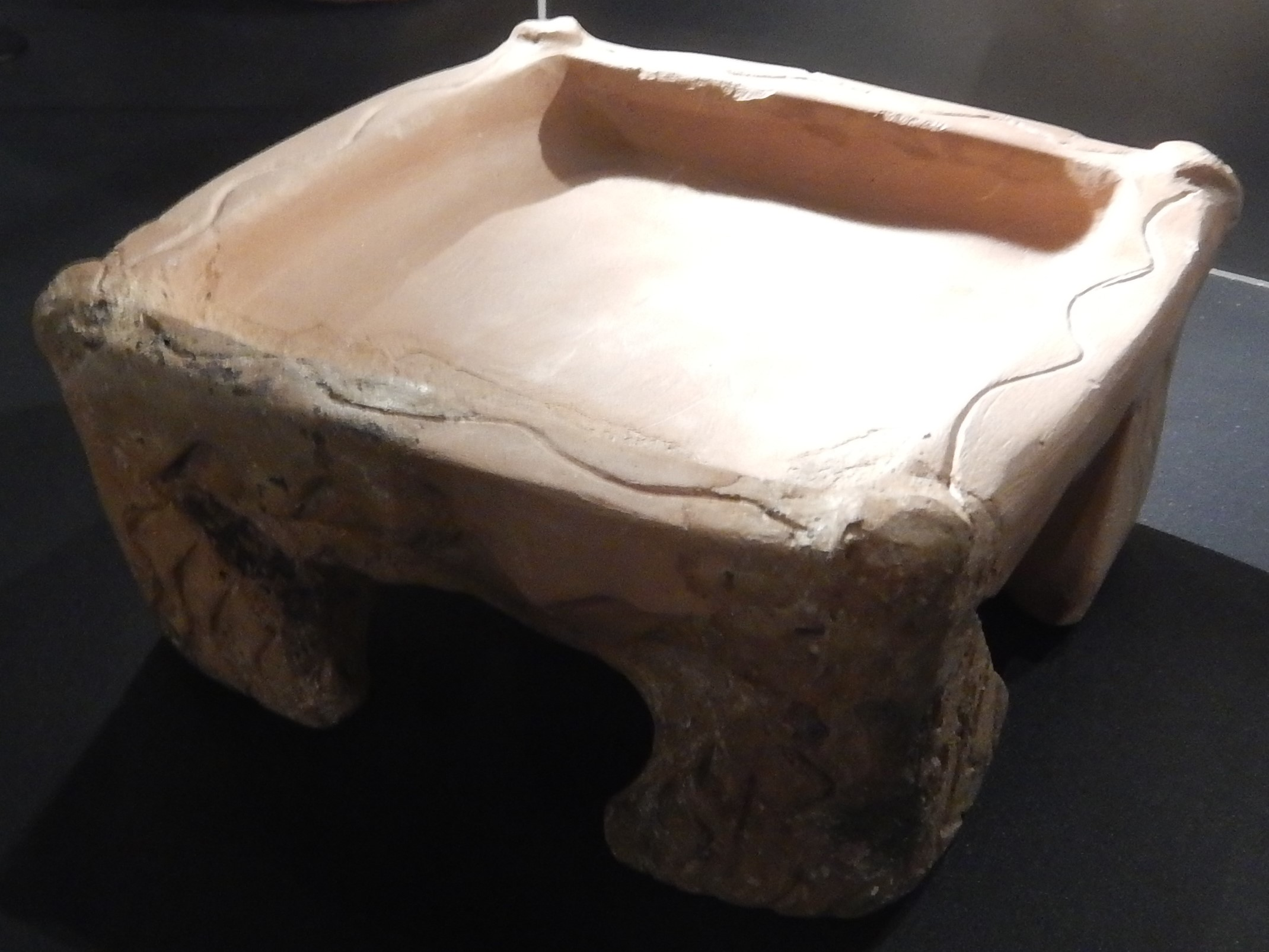
Altar en forma de mesa, del periodo Neolítico.

La mayor parte de los objetos del periodo Paleolítico, —herramientas de piedra y restos de animales— pertenecen a la cueva de Makarovec y al yacimiento de Golema Pest.
Del periodo Neolítico se encuentran objetos procedentes principalmente de dos grupos culturales, el de Amzabegovo y el de Velushina. Entre ellos se encuentran objetos de cerámica de uso doméstico y ritual, así como otros objetos destinados al culto y  herramientas de diversos materiales. Son destacables las numerosas figurillas femeninas. En la parte final de este periodo surgen algunos objetos pertenecientes a la cultura de Vinča.
La Edad del Cobre (hacia 4200-2000 a. C.) está representada en el museo a través de figurillas antropomórficas y otras con forma de animales, recipientes de cerámica, herramientas de cobre y otros materiales, entre otros objetos. Muchos proceden de yacimientos de dos asentamientos relacionados con una misma cultura, en Shuplevec y Bakarno Gumno.
A la Edad del Bronce (hasta el siglo XII a. C.) pertenecen una serie de objetos de cerámica y herramientas de piedra y de metal, entre otros objetos. Es destacable la cerámica de muy diversas formas de la Edad del Bronce Medio del yacimiento de Radoborska, cerca de Bitola. Otros objetos de la Edad del Bronce Reciente, de los siglos XIII-XII a. C., como recipientes que tratan de imitar a la cerámica micénica, joyas femeninas y objetos de uso cotidiano masculinos, pertenecen a la necrópolis de Dimov Grov.
Por otra parte, la Edad del Hierro (entre los siglos XI y VI a. C.) está representada por multitud de piezas de cerámica de diferentes formas, armas y utensilios de hierro, y joyas procedentes de enterramientos, muchos de los cuales muestran una riqueza destacable. Son singulares una serie de objetos de bronce conocidos como «bronces macedonios-peonios», de significado religioso.
Antigüedad

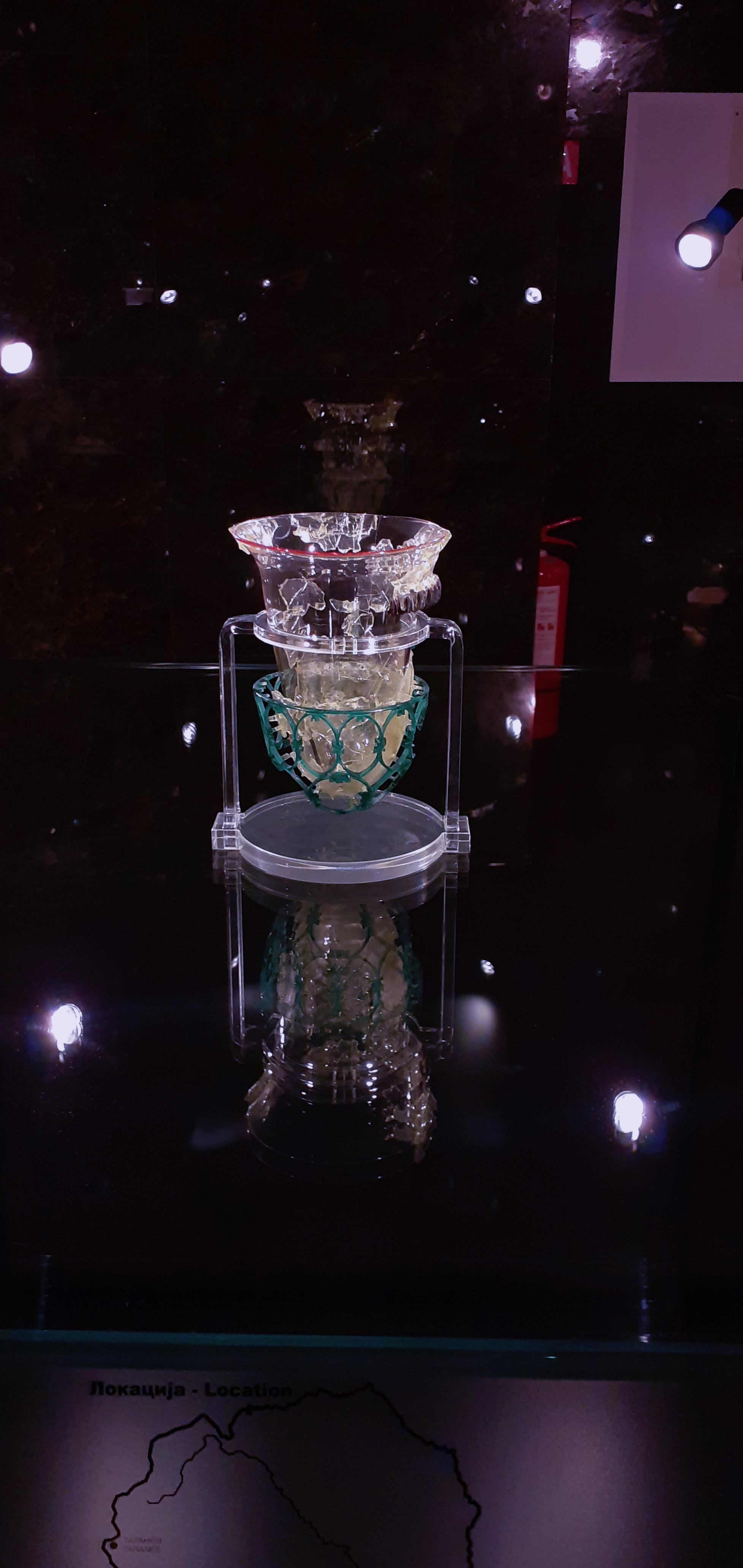
Diatreta, de la Antigüedad tardía.

La sección de la Antigüedad está dividida cronológicamente entre los hallazgos pertenecientes a los periodos arcaico, clásico, helenístico, romano y de la Antigüedad tardía.
Del periodo arcaico (hacia 660-460 a. C.) destacan los hallazgos de la antigua ciudad de Lignida y los de los de Gorna Porta, entre los que hay máscaras de oro, armas, joyas y vasijas. Por otra parte, en una tumba de Tetovo se encontró la figurilla de bronce de una ménade fechada hacia 520-510 a. C.
Al periodo clásico (siglos V-IV a. C.) pertenecen otra serie de objetos entre los que se encuentran recipientes de cerámica de figuras rojas. Es destacable una hidria con una representación del culto a Dioniso. También pertenecen a este periodo numerosas armas, figurillas de terracota y joyas. Entre ellas destaca un importante grupo de joyas procedentes del yacimiento de Gorna Porta.
Dentro del periodo helenístico (323-31 a. C.) pueden encontrarse abundantes joyas, armas, figurillas de terracota, vasijas de cerámica y metal tanto importadas como de fabricación local y otros utensilios de uso cotidiano. Sobresalen los objetos que proceden del yacimiento de Isar (en la localidad de Marvinci), y de la antigua Lignida.
De la época romana, representada en el museo a través de multitud de objetos de uso cotidiano, destacan la reconstrucción de un carro de uso funerario, botellas de vidrio multicolores, varias figurillas de terracota y juguetes infantiles, entre otros.
A la Antigüedad tardía (siglos IV-VI) pertenecen objetos de gran diversidad: lámparas, joyas, objetos de vidrio, vasijas y objetos decorativos, entre otros. Algunos de ellos pertenecen al arte paleocristiano. Es destacable una diatreta ricamente decorada.
Edad Media y periodo otomano
A la Alta Edad Media (siglos VII-IX) pertenecen algunos objetos de la cultura bizantina temprana, así como de los pueblos eslavos que se asentaron en la región en esta época. Muchos son utensilios de uso cotidiano hallados en las tumbas de este periodo. Otros objetos están relacionados con el cristianismo. Otra parte de esos utensilios cotidianos pertenecen a una época posterior, los años de la denominada «Edad Media Madura» (1000-1206). Más tarde, en la Baja Edad Media abundan los objetos de uso litúrgico. Es destacable un depósito de joyas de este periodo, hallado en Gorno Orizari.
Por otra parte, la colección permanente correspondiente al periodo otomano, que abarca desde el siglo XIV hasta 1912, es modesta y se compone principalmente de objetos de cerámica y de vidrio y de joyas de plata.
Numismática
La colección de monedas del museo se divide en una sección de monedas de la Antigüedad, que incluyen piezas comprendidas entre los siglos VI a. C. y la Antigüedad tardía y, por otra parte, otra sección de monedas medievales, entre los siglos V y XIV. Las más antiguas incluyen modenas de las tribus de Peonia, de los más antiguos reyes y ciudades de Macedonia y de la época romana. Las más representativas pertenecen a la ceca romana de Stobi y al periodo bizantino incluido entre los siglos XI y XIII.
Lapidarium
El museo también alberga una colección de inscripciones epigráficas, lápidas y esculturas, principalmente de época romana. Destacan especialmente las singulares lápidas del área de Tikveš y las estatuas procedentes de la antigua ciudad de Estíbara.